# Löytämön Eteissaari
Löytämön Eteissaari är en ö i Finland. Den ligger i sjön Pihlajavesi och i kommunen Nyslott i  landskapet Södra Savolax, i den sydöstra delen av landet, 260 km nordost om huvudstaden Helsingfors. Öns area är 16,6 hektar och dess största längd är 0,7 kilometer i nord-sydlig riktning.